# Samnitské Apeniny
Samnitské Apeniny (italsky  Appennino sannita) je soubor horských pásem v Jižních Apeninách, na pomezí střední a jižní Itálie, v regionech Molise, Apulie a Kampánie. Podle některých autorů jsou Samnitské Apeniny součástí Kampánských Apenin. Nejvyšší horou Samnitských Apenin je Monte Miletto (2 050 m) v pohoří Matese.

## Název
Název je odvozen od původních obyvatel v oblasti Samnitů (historicky doložené jsou například Samnitské války). Oblast obývaná Samnity se nazývala Samnium.

## Geografie
Samnitské Apeniny se rozkládají jižně od průsmyku Bocca di Forlì (v provincii Isernia) až k průsmyku Sella di Vinchiaturo (v provincii Campobasso).

## Hlavní horské masivy
- Matese
- Monti della Daunia